# Comisión de Actividades Infantiles
El Comisión de Actividades Infantiles (més conegut com a CAI), és un club de futbol argentí de la ciutat de Comodoro Rivadavia. Va ser fundat el dia 1 de gener de 1984.

## Referències

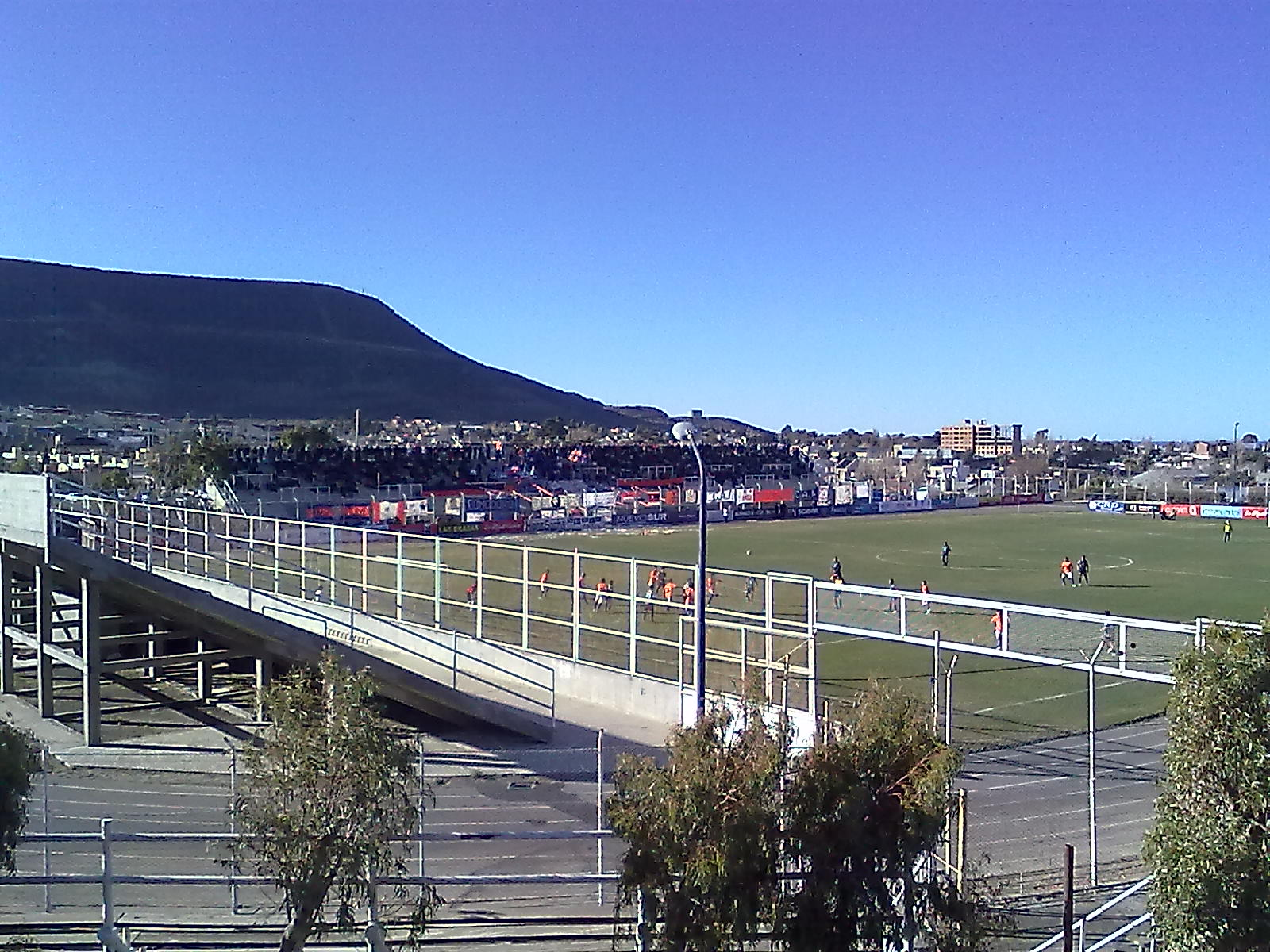
Estadi Municipal de Comodoro Rivadavia en el partit CAI vs Defensa y Justicia.

## Palmarès
- Torneo Argentino A: 1
  - 2001/02